# 白河市文化センター
白河市文化センター（しらかわしぶんかセンター）は、福島県白河市に存在した多目的ホールである。

## 概要
1977年開館。座席数317席のホールの他、研修室と楽屋を有する。
管理運営は、指定管理業者であるNPO法人カルチャーネットワークにより行われていた。館内に事務局を設けていた。
近隣の白河市民会館と比較し、ホールの規模は小さいが、映画の上映会をはじめとした、小規模な行事に活用されていた。
「音響家が選ぶ優良ホール100選」に認定されていた。
白河文化交流館コミネスの開館に伴い、2016年10月23日に閉館した。

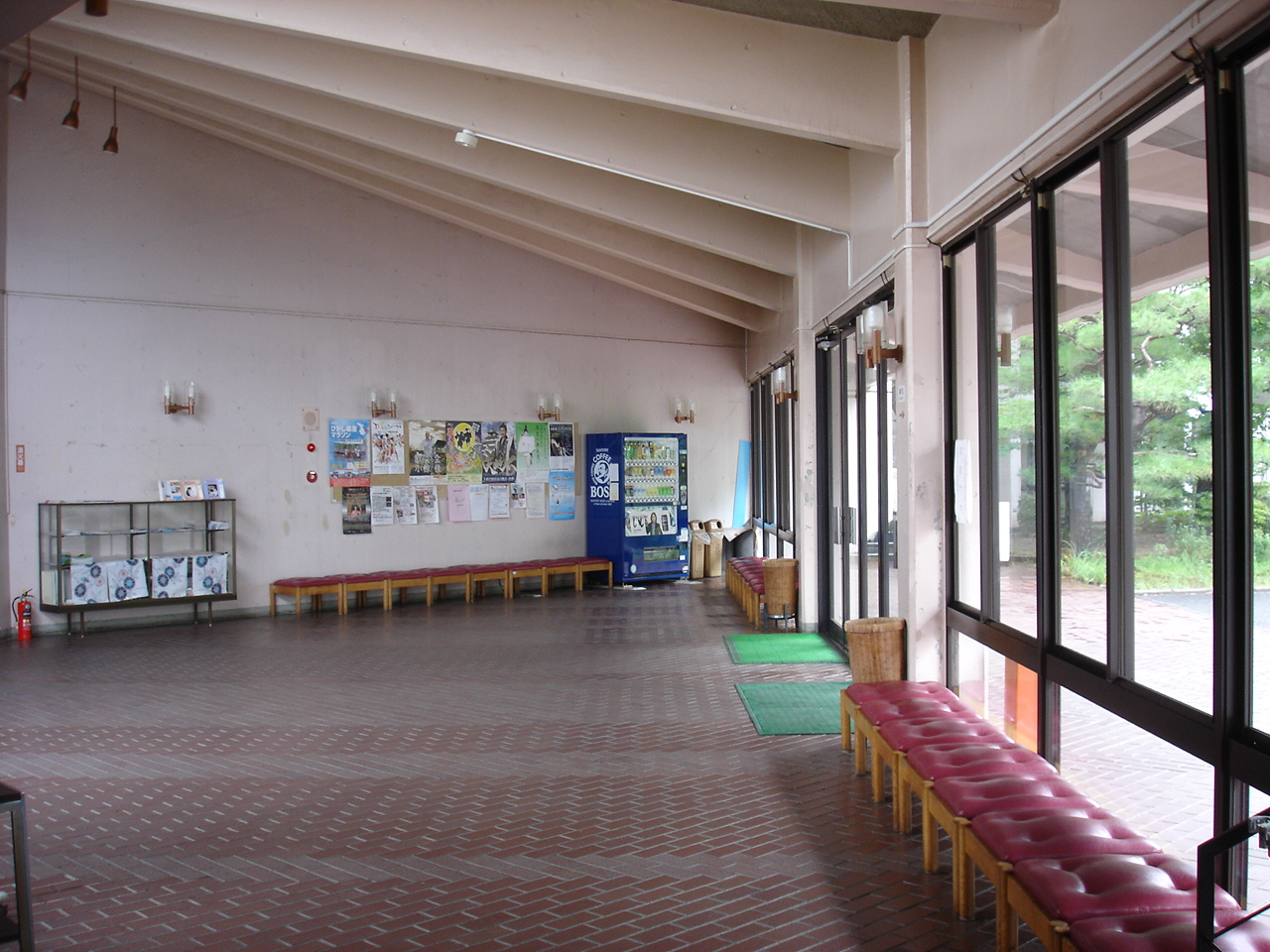
ホワイエ

## アクセス
- JR東北本線白河駅より2.3㎞。
- 福島交通のバスで文化センター下車、すぐ。

※敷地内には、駐車場が74台分設けられている。但し、隣接する白河市歴史民俗資料館・白河市産業プラザ人材育成センターと共用であった。

## その他
- 白河市歴史民俗資料館が併設されている。